# Penamacor
Penamacor es un municipio portugués del distrito de Castelo Branco, región estadística del Centro (NUTS II) y comunidad intermunicipal de Beira Baixa (NUTS III), con 4768 habitantes (2021).

## Geografía
Es sede de un municipio con 555,52 km² de área y 4768 habitantes (2021), subdividido en nueve freguesias. Los municipio están limitados al norte por los municipios de Sabugal, al este por España, en concreto Valverde, al sur por Idanha-a-Nova y al oeste por el municipio de Fundão. La villa se sitúa a una altura media de 550 m.

## Historia
Penamacor fue elevada a villa en el año 1199. Fue a partir del reinado de D. Sancho I cuando la historia de Penamacor se define con alguna certeza. Dicen algunos haber sido esta villa patria de Wamba, el famoso rey de los godos que gobernó la península desde 672 hasta 682 D. Sancho I, conquistó Penamacor a los árabes y reconstruyó la ciudad en 1189 y la entregó a los Templarios a la figura del mestre D. Gualdim País, que la fortificó.
El nombre de esta villa, según una de las leyendas, tiene su origen en el célebre bandido que allí habitaba, de nombre Macôr. Según dicen, este salteador vivía en una caverna a la que daban el nombre de Penha. Con el pasar de los tiempos, el nombre se adulteró y se pasó a llamarse Pena, dejando el nombre asentado como Penha de Macôr o Pena Macôr.
El desarrollo de la villa a finales del siglo XII, hizo que se construyera un castillo para proteger la frontera portuguesa (Castelo de Penamacor), del que hoy en día hay vestigios y está considerado monumento nacional.

## Demografía
| Gráfica de evolución demográfica de Penamacor entre 1900 y 2021 |
|                                                                 |
| Datos según el nomenclátor publicado por el INE portugués.      |

## Freguesias
Las freguesias de Penamacor son las siguientes:
- Aldeia do Bispo, Águas e Aldeia de João Pires
- Aranhas
- Benquerença
- Meimão
- Meimoa
- Pedrógão de São Pedro e Bemposta
- Penamacor
- Salvador
- Vale da Senhora da Póvoa

## Patrimonio
- Castelo de Penamacor